# Journal of Monetary Economics
Das Journal of Monetary Economics (JME) ist eine wirtschaftswissenschaftliche Fachzeitschrift, die sich mit Geldtheorie beschäftigt und durch Elsevier mit acht Ausgaben pro Jahr in englischer Sprache publiziert wird. Das Journal of Monetary Economics enthält zudem in den Januar- und Juli-Ausgaben die Carnegie-Rochester Conference Series on Public Policy als Beilage.

## Geschichte
Das Journal of Monetary Economics wurde im Oktober 1973 durch Karl Brunner und Charles Plosser gegründet und erstmals ab 1975 mit vier Ausgaben pro Jahr durch den niederländischen Verlag North-Holland Publishing Co. veröffentlicht. Hintergrund für die Gründung des Journal of Monetary Economics war das gesteigerte Interesse der wirtschaftswissenschaftlichen Fachwelt an monetärer Analyse sowie an der Funktionsweise und Struktur finanzwirtschaftlicher Institutionen. Forschung zu diesen Themen eine Plattform zu bieten wurde durch Brunner als wichtigster Grund für die Schaffung einer neuen, auf geldtheoretische Problematiken spezialisierte Fachzeitschrift genannt. In den Jahren nach 1975 wurde die Ausgabenzahl ab 1981 zunächst auf drei pro Band reduziert und die Anzahl der Bände pro Jahr verdoppelt, bevor 2002 schließlich die Anzahl der Bände halbiert wurde, die Anzahl an Ausgaben jedoch gleichzeitig auf acht pro Jahr erhöht wurde.
Zu den Redakteuren des Journal of Monetary Economics gehören berühmte Ökonomen wie Robert E. Lucas, Allan Meltzer, James Tobin oder Stanley Fischer.

## Inhalte
Das Journal of Monetary Economics publiziert wichtige Forschungsbeiträge zu einer breiten Auswahl an Themen der empirischen, methodologischen und theoretischen Makroökonomie. Gegenwärtig zählen hierzu die Vermögensgegenstandsbewertung; Bankwesen, Kredit- und Finanzmärkte; Verhaltensmakroökonomie; Konjunkturzyklusanalyse; Konsum, Arbeitsangebot und Sparen; dynamische Gleichgewicht; Wirtschaftswachstum und Entwicklungsökonomie; Erwartungsbildung, Information und aggregiertes Wirtschaftsverhalten; Fiskalschocks und Fiskalpolitik; Prognose, Makroökonometrie und Zeitreihenanalyse; Internationaler Handel, Wechselkurse und Makroökonomie offener Volkswirtschaft; Arbeitsmärkte; makroökonomische Daten und Geschichte; Geldpolitik; Geldtheorie; Geldnachfrage und Geldangebot; Produktivitätsmessung und -theorie; Preisbildung in Produkt- und Arbeitsmärkten sowie Realinvestitionen.

## Redaktion
Gegenwärtiger Chefredakteur (Stand 2015) des Journal of Monetary Economics ist gemeinsam Urban J. Jermann und Ricardo Reis. Der Redaktion gehören darüber hinaus drei Senior Associate Editors sowie 20 Associate Editors an.

## Rezeption
In einer Studie von Kalaitzidakis et al. (2003) belegte das Journal of Monetary Economics Platz 10 von 159 ausgewerteten Publikationen, konnte sich jedoch in einer aktualisierten Studie von Kalaitzidakis et al. (2011) auf Platz 6 von 209 verglichenen Publikationen steigern. Im wirtschaftswissenschaftlichen Publikationsranking des Tinbergen-Instituts an der Universität Amsterdam wird das Journal of Monetary Economics in der Kategorie A („sehr gute allgemeine wirtschaftswissenschaftliche Fachzeitschriften und Spitzenzeitschriften im jeweiligen Fachgebiet“) geführt.
Eine weitere Studie der französischen Ökonomen Pierre-Phillippe Combes und Laurent Linnemer listet das Journal mit Rang 7 in die zweitbeste Kategorie AA ein.
Die Zeitschrift besitzt einen Impaktfaktor von 1,892 (Stand 2011).